# Djamila Boupacha
Djamila Boupacha (Arabisch: جميلة بوباشا) (9 februari 1938) is een voormalige militant van het Algerijnse Nationale Bevrijdingsfront. 

## Biografie
Ze werd in 1960 gearresteerd wegens een poging tot het laten ontploffen van een café in Algiers.
Haar bekentenis, die naar verluidt werd verkregen door middel van marteling en verkrachting, en haar daaropvolgende proces beïnvloedden de Franse publieke opinie over de methoden die het Franse leger in Algerije gebruikte na bekendmaking door Simone de Beauvoir en Gisèle Halimi. Het was een belangrijk proces tegen de Franse staat wegens schenden van artikel 344 van het Franse Wetboek van Strafrecht'.
Omdat de Franse staat alles in het werk stelde om bekendmaking tegen te gaan zag de verdediging zich genoodzaakt alles te publiceren in een boek dat verscheen in 1962. 
De ruime publieke opinie was geschokt door de martelingen. Ook gaf het een knauw aan het internationaal aanzien van Frankrijk. Meerdere vooraanstaanden, zoals Henri Alleg, André Philip en Pablo Picasso veroordeelden Frankrijk publiekelijk. De affaire had een invloed op de onafhankelijkheid van Algerije.
Boupacha werd op 29 juni 1961 ter dood veroordeeld, maar kreeg amnestie onder de Verdragen van Évian en werd later vrijgelaten op 21 april 1962.

## Erkentelijkheid
- Na de onafhankelijkheid was ze een van de vier officiële gezanten van Algerije in het eerste officiële bezoek aan Groot-Brittannië en koningin Elisabeth.
- In het  Museum van het Leger in Algiers hangt haar portretschilderij.
- Het lied van "Djamila" (2000) van Bernard Joyet [fr], en gezongen door Francesca Solleville, gaat over haar.
- Picasso heeft enkele werken die op haar zijn geïnspireerd.
- Componist Luigi Nono schreef "Djamila Boupachà" in 1962, onderdeel van zijn Canti di vita e d'amore.
- 8 maart 2023 bracht president Emmanuel Macron een eerbetoon tijdens een nationale ceremonie aan Boupacha tijdens een nagedachtenis aan Gisèle Halimi.